# Zita de Bourbon de Parme
Zita de Borbón (Ámsterdam, 21 de febrero de 2014) es una princesa neerlandesa. Es la hija primogénita del príncipe Jaime de Bourbon de Parme, nacida de su matrimonio con la abogada magiar Viktória Cservenyák. Es también bisnieta de la reina Juliana de los Países Bajos, miembro de la familia real neerlandesa y sobrina en segundo grado del actual rey de los Países Bajos, Guillermo Alejandro.

## Títulos, tratamientos y distinciones honoríficas
- 21 de febrero de 2014 – Presente: Su Alteza Real la princesa Zita de Bourbon de Parme[1]